# Le Temps des cigognes
Pour plus de détails, voir Fiche technique et Distribution.
Le Temps des cigognes (Zeit der Störche) est un film romantique est-allemand réalisé par Siegfried Kühn, sorti en 1971.

## Fiche technique
- Titre original : Zeit der Störche
- Titre français : Le Temps des cigognes[2]
- Réalisateur : Siegfried Kühn
- Scénario : Regine Kühn (de)
- Photographie : Erich Gusko (de)
- Montage : Helga Krause
- Son : Hans-Joachim Kreinbrink
- Musique : Hans Jürgen Wenzel (de)
- Décors : Georg Kranz
- Costumes : Rita Bieler
- Sociétés de production : Deutsche Film AG
- Pays de production :  Allemagne de l'Est
- Langue de tournage : allemand
- Format : Couleur Orwo - Son mono - 35 mm
- Durée : 90 minutes (1h30)
- Genre : Romance
- Dates de sortie :
  - Allemagne de l'Est : 10 septembre 1971
  - Hongrie : 14 octobre 1971

## Distribution
- Heidemarie Wenzel (de) : Susanne Krug
- Winfried Glatzeder : Christian Smolny
- Jürgen Hentsch : Wolfgang Fischer
- Hilmar Baumann (de) : Max Schlosser
- Petra Hinze (de) : Gisela Erdmann
- Volkmar Kleinert (de) : Einstein
- Wolfgang Winkler (de) : Karl Kramer
- Manfred Borges (de) : Eduard
- Reimar Johannes Baur : Löffler
- Herbert-Wolfgang Krause : Petrus
- Hans Teuscher (de) : Oskar
- Doris Thalmer (de) : Mme Siebel
- Angela Brunner (de) : le tavernier
- Ilse Voigt (de) : la grand-mère de Susanne
- Theresia Wider (de) : la mère de Jürgen
- Fritz Marquardt (de) : le garde-barrière
- Kurt Radeke (de) : le paysan Friedrich
- Ostara Körner (de) : Mme Friedrich
- Carmen-Maja Antoni : la jeune paysanne
- Eckhart Strehle (de) : le brigadier